# エイノ・キルヨネン
エイノ・キルヨネン（Eino Einari Kirjonen、1933年2月25日 - 1988年8月21日）は、フィンランドのスキージャンプ選手。コイヴィスト（ロシア共和国レニングラード州プリモルスク）出身。1950年代から1960年代にかけて活躍した。

## プロフィール
1953-1954シーズンのスキージャンプ週間で総合2位、1954-1955シーズンのジャンプ週間は総合3位。1955-1956シーズンは初戦オーベルストドルフで勝利、2戦目ガルミッシュ＝パルテンキルヒェンも2位だったが以後欠場して総合順位はつかなかった。1956-1957シーズンは第4戦ビショフスホーフェンで勝利、総合2位となった。1961-1962シーズン、初戦オーベルストドルフで勝利、その後も安定した成績を記録して初の総合優勝を果たした。
ラハティスキーゲームズでは1955年、1956年と2連覇、
冬季オリンピックには2度出場し、1956年のコルティナダンペッツォオリンピックでは7位、4年後1960年のスコーバレーオリンピックでは17位だった。
また、1958年ノルディックスキー世界選手権のジャンプでは56位,、1962年ノルディックスキー世界選手権では65m級12位、90m級21位に終わった。
またキルヨネンはペサパッロの選手としてラハティのクラブチーム（Lahden Mailaveikot）でプレーした。
1988年8月21日に心臓発作のため死去。